# دانشگاه دولت اسلامی مولانا مالک ابراهیم ملنگ
دانشگاه دولت اسلامی مولانا مالک ابراهیم ملنگ (به لاتین: Maulana Malik Ibrahim State Islamic University Malang) یک دانشگاه و منطقهٔ مسکونی در اندونزی است که در Malang واقع شده‌است.